# Thomas Welcome Roys
Thomas Welcome Roys (New York, 3 janvier 1815-San Diego, Californie, 22 janvier 1877) est un navigateur américain, pionnier des chasses à la baleine modernes en Arctique.

## Biographie
Originaire de la région du lac Ontario, il entre dans la marine chez les baleiniers. En 1841, il devient Capitaine de baleinier et effectue un fructueux tour du monde à bord du Crescent. 
Suivant les avis de William Beechey, il décide de partir à la chasse à la baleine dans les eaux polaires. Il est ainsi le premier baleinier à passer le détroit de Béring le 23 juillet 1848, ce qui déclenche les importants déploiements des années suivantes dans cette zone. S'y rendant régulièrement, il publie en 1854 un opuscule décrivant de nouvelles catégories de baleine qu'il a découvertes. 
Perfectionnant les outils de la pêche à la baleine comme le harpon à canon à poudre, il établit en Islande une pêcherie moderne. 
Il meurt de la fièvre jaune en 1877. 